# Epizeuxis pryeri
Epizeuxis pryeri là một loài bướm đêm trong họ Noctuidae.